# Élections législatives de 1966 aux îles Féroé
Les élections générales féroïennes se sont tenues le 8 novembre 1966. Ces élections ont été marquées par la victoire du Parti social-démocrate qui obtient 8 des 26 sièges composant le Løgting.

## Résultats
| Parti | Parti                           | Voix   | %    | +/-        | Sièges | +/-        |
| ----- | ------------------------------- | ------ | ---- | ---------- | ------ | ---------- |
|       | Parti social-démocrate (C)      | 4 751  | 27,0 | 0,5        | 7      | 1          |
|       | Parti de l'union (B)            | 4 177  | 23,7 | 3,4        | 6      | stagnation |
|       | Parti du peuple (A)             | 3 811  | 21,6 | 1,4        | 6      | stagnation |
|       | Parti républicain (E)           | 3 529  | 20,0 | 1,6        | 5      | 1          |
|       | Parti de l'autogouvernement (D) | 867    | 4,9  | 1,0        | 1      | 1          |
|       | Parti du Progrès (F)            | 489    | 2,8  | 1,6        | 1      | stagnation |
| Total | Total                           | 17 624 | 100  | stagnation | 26     | 3          |